# Tricot à plat
 (septembre 2024).

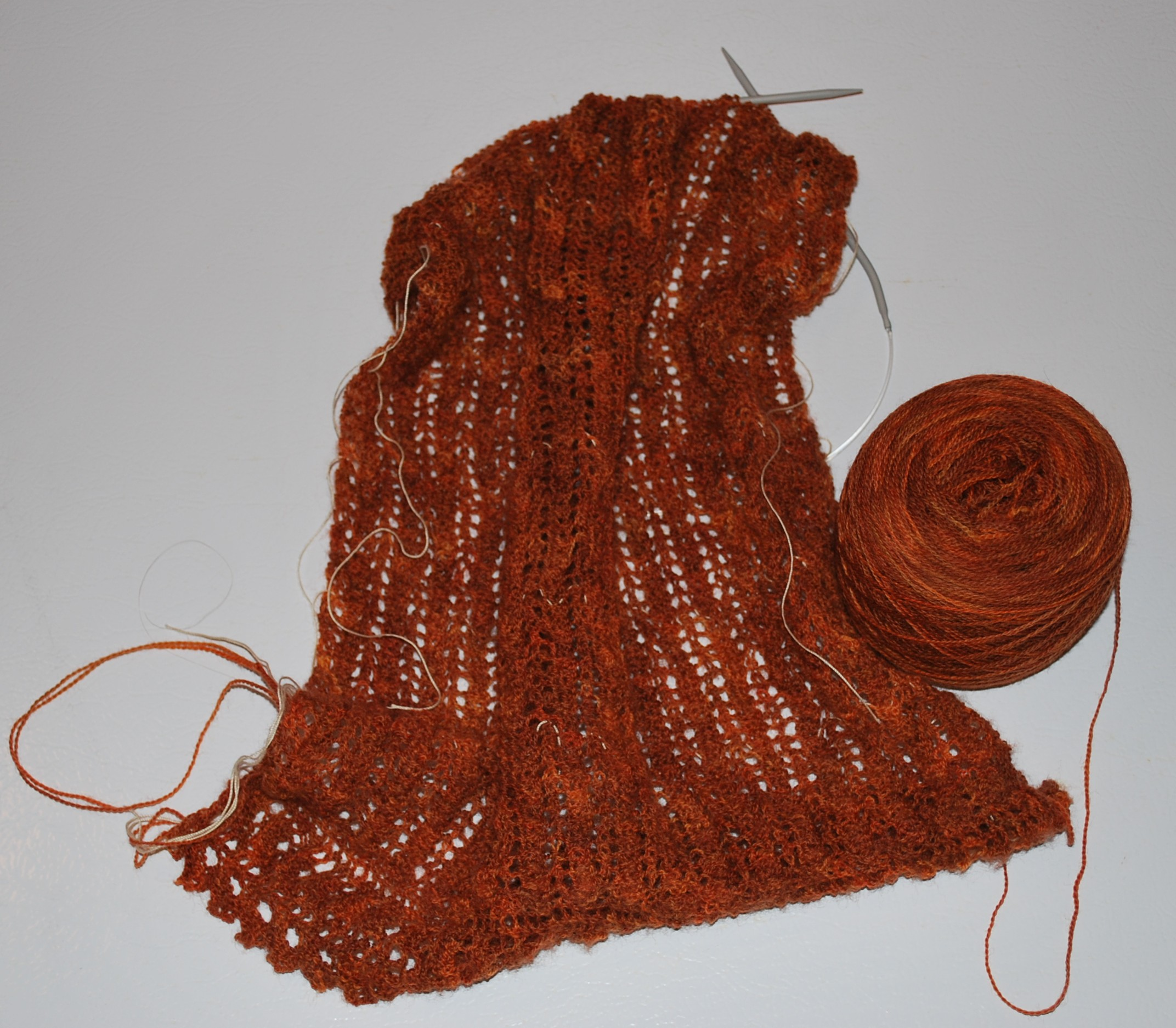
Tricot dentelle à plat réalisé sur une aiguille circulaire

Le tricot à plat est une méthode de production de tissu jersey dans laquelle l'ouvrage est formé de l'alternance de rangs dits "envers" et de rangs dits "endroit".
Contrairement au tricot circulaire, le tricot à plat ne crée pas un tube mais une surface plane de tissu. Il est traditionnellement réalisé à l'aide d'une paire d'aiguilles à tricoter, mais peut également être effectué sur une machine à tricot (à usage domestique ou industriel) conçue pour ce type de tricot.
Le côté endroit est le côté qui est celui visible par autrui, tandis que le côté envers est le côté intérieur, celui qui est directement en contact avec le corps du porteur. Lors de la réalisation du tricot, le tricoteur a devant lui alternativement le côté devant, dit côté endroit, et le côté arrière, dit côté envers, contrairement au tricot circulaire où le tricoteur a en permanence le devant du tricot (l'endroit) face à lui.

## Aiguilles à tricoter
Pour le tricot à plat à la main, les aiguilles utilisées peuvent être soit une paire d'aiguilles droites à une pointe, soit une aiguille circulaire.

## Aiguille droite à une pointe
Les aiguilles droites à une pointe possèdent une pointe à une de leurs extrémités et une boule à l'autre. Elles sont généralement longues de 30 à 35 cm, bien que des aiguilles courtes soient également commercialisées.
Les aiguilles droites à une pointe existent en différentes matière : plastique, bambou, verre, bois et métal. Historiquement, de luxueuses aiguilles en ivoire ou en argent étaient parfois utilisées.
Les aiguilles en métal sont celles qui possèdent les pointes les plus fines, ce qui les rend particulièrement bien adaptées au tricot dentelle.
Traditionnellement, les aiguilles à une pointe sont de forme ronde. Ce type d'aiguille reste de loin le plus utilisé. Il existe cependant un marché de niche d'aiguilles à une pointe de forme carrée et hexagonale.

## Aiguille circulaire
Une aiguille circulaire est composée de deux courtes aiguilles à une pointe reliées entre elles par un câble plus ou moins souple. Ce câble peut être attaché de manière permanente, maus il existe également de nombreux kits qui comprennent des pointes de différentes circonférences que l'on relie à un câble de la longue voulue.
En tricot à plat, les mailles sont toujours tricotées depuis l'aiguille à droite. Lorsque les mailles du rang ont été tricotées et se trouvent sur l'aiguille tenue dans la main droite, l'ouvrage est retourné (le côté arrière devient le côté avant et inversement). Ainsi, bien que ce type d'aiguille soit le même que celui qui peut être utilisé pour le tricot circulaire, il est utilisé de manière différente dans le tricot à plat. Pour des raisons d'ergonomie, les câbles de petite longueur sont rarement utilisés dans le tricot à plat.